# 19640 Етанрот
19640 Етанрот (19640 Ethanroth) — астероїд головного поясу, відкритий 7 вересня 1999 року.
Тіссеранів параметр щодо Юпітера — 3,326.